# Clotka
Clotka est une illustratrice et autrice de bande dessinée française née Clotilde Szymanski en 1981 en Picardie. Elle travaille également dans la presse jeunesse.

## Biographie
Clotka (Clotilde Szymanski) fait ses études à l'École professionnelle supérieure d'arts graphiques puis, avec d'autres étudiants, lance le blog Damned. Elle participe à des collectifs, comme la série Les Autres Gens de Thomas Cadène. Elle exerce comme illustratrice pour la jeunesse chez Bayard, Bordas, Milan, Hachette, Nathan. 
En 2007 est publié son premier ouvrage, Service après-vente, bonjour! (éd. Danger public). En 2009, avec Loïc Dauvillier, elle livre Les Équilibres instables (éd. Les Enfants Rouges), un recueil de « cinq nouvelles intimistes sur les relations humaines ». Sur un scénario de Yoan Zaoui, elle dessine Perles et pirates : Une histoire de perles... et de pirates, paru en 2015 (Casterman) et où les pirates sont des femmes (des « piratesses »). Elle illustre les ouvrages de Susie Morgenstern La Famille trop d'filles, où se retrouvent « six filles et un garçon, du collège à la maternelle ». À partir de 2017, ces œuvres sont adaptées par Élizabeth Barféty et Clotka est dessinatrice de la série (éd. Jungle !). En 2019, avec Sandrine Mirza, elle livre Ma première histoire de France en BD (Casterman). Cette même année, elle dessine une autre série jeunesse avec Le zoo de Zazie pour Bayard. 

## Œuvres

### Bande dessinée
- Service après-vente, bonjour ! (scénario, dessin et couleurs), Danger public, coll. « Miniblog », 2007  (ISBN 978-2-351-23184-5)
- Les Équilibres instables avec Loïc Dauvillier, Les Enfants Rouges, coll. « Absinthe », 2009  (ISBN 978-2-354-19026-2)
- Perles et pirates : Une histoire de perles... et de pirates (dessin), scénario de Yoan Zaoui Casterman, 2015  (ISBN 978-2-203-05818-7)
- La famille trop d'filles (dessin), scénario d'Élizabeth Barféty, adapté de Susie Morgenstern,  éd. Jungle !, coll. « Miss Jungle »

1. Anna, 2016  (ISBN 978-2-8222-1529-9)
2. Bella, 2017  (ISBN 978-2-8222-2091-0)
3. Élisa, 2020[9]

- Ma première histoire de France en BD[10] (dessin et couleurs), scénario de Sandrine Mirza, Casterman, coll. « Tout en BD », 2019  (ISBN 978-2-203-17897-7)
- Le zoo de Zazie (dessin), scénario de Galatée / Pierre Oertel, Bayard, coll. « BD Kids »

1. Drôles de zèbres, 2019  (ISBN 978-2-408-01625-8)
2. Quelle mouche l'a piquée ?, 2020  (ISBN 978-2-408-02248-8)

### Illustration
- Les Nouveaux Outils pour les maths CE2 de Marie-Laure Frey-Tournier et Francoise Reale-Bruyat, Magnard 2017.
- La famille trop d'filles (illustration), scénario de Susie Morgenstern.
- Les carnets de ma vie (presque) ordinaire[11],[12], avec Virginy L. Sam, La Martinière Jeunesse, 2019
- Le Petit Livre pour dire stop au harcèlement à l’école[13], de Nadège Larcher et Juliette Sausse, Bayard jeunesse, 2020